# Violette Szabo

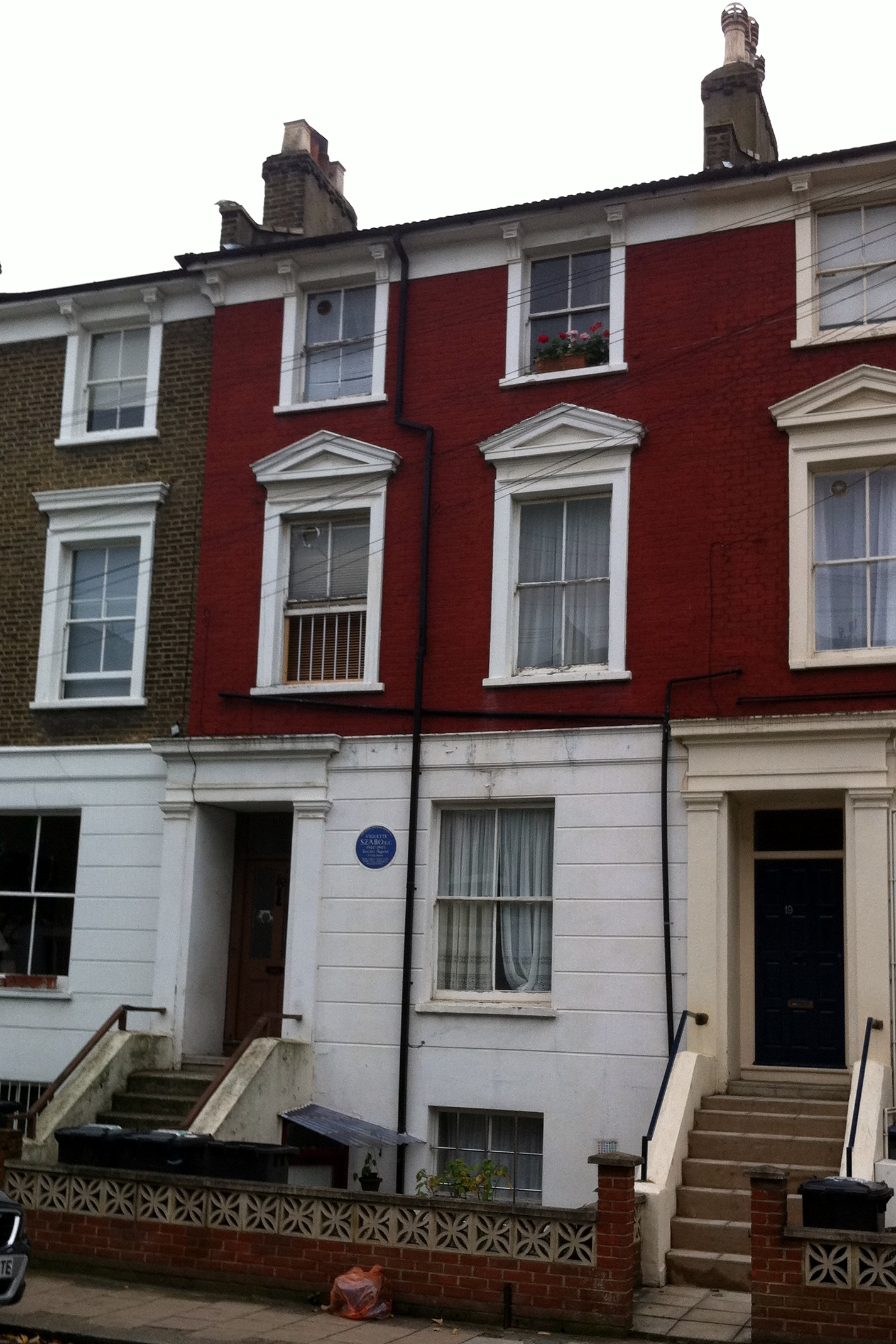
Gedenkplaat te Stockwell

Violette Reine Elizabeth Szabo, geboren Bushell (Levallois-Perret, 26 juni 1921 – Ravensbrück, 18 januari 1945) was een Britse geheim agente in Frankrijk tijdens de Tweede Wereldoorlog.

## Jeugd
Violette Bushell werd in Frankrijk geboren als tweede kind van vijf en enige dochter van de Brit Charles George Bushell en de Française Reine Blanche Leroy. Violette ging naar school in Noyelles-sur-Mer. Het gezin verhuisde naar Londen, maar vanwege de Grote Depressie bleven Violette en haar jonger broertje Dickie bij een tante in Picardië (Frankrijk). Toen ze elf was, herenigde ze zich met haar familie in Londen. Ze deed graag aan turnen, fietsen en schaatsen met haar vier broers en neven, ze werd hierdoor bestempeld als een tomboy. Haar vader leerde haar schieten. Ze ging naar de middelbare school te Brixton, waar ze opviel omdat ze vloeiend Frans sprak. Haar vader sprak enkel Engels, maar als die er niet was sprak men Frans in het gezin. Toen ze 14 was ging ze werken bij een Franse winkel waar men korsetten maakten in South Kensington en later bij Woolworths in Oxford Street. Na een ruzie met haar vader liep ze weg en ging ze terug naar Frankrijk. Bij het begin van de Tweede Wereldoorlog verkocht ze parfum in Le Bon Marché te Brixton.
Begin 1940 ging ze bij het Women's Land Army en plukte ze aardbeien in Fareham, Hampshire. Ze keerde terug naar Londen en ging werken in een munitiefabriek te Acton.

## Huwelijk
Ze leerde op 14 juli 1940 de Fransman van Hongaarse afkomst, adjudant-chef Etienne Szabo van de 13e halve brigade van het legioen buitenlanders, kennen bij de parade in Londen voor de Franse nationale feestdag. Haar moeder nodigde hem uit voor het eten. Violette was 19 en Etienne 31 en ze raakten verliefd en trouwden te Aldershot op 21 augustus 1940.
Ze genoten één wittebroodsweek voor Etienne uit Liverpool vertrok naar Senegal om met de Vrije Fransen te vechten in de Slag om Dakar. Hij trok daarna verder naar Zuid-Afrika om te vechten tegen Vichy-Frankrijk, eerst in 1941 te Eritrea en Syrië.
Violette werkte als telefoniste voor het General Post Office in London tijdens de Blitz. Violette zag Etienne een week te Liverpool in de zomer van 1941. Op 11 september 1941 ging ze bij de Auxiliary Territorial Service. Ze kreeg een opleiding te Leicester en ging dan bij de luchtafweer te Oswestry, Shropshire. Na bijkomende opleiding te Anglesey bediende ze van december 1941 tot februari 1942 luchtafweer te Frodsham in het graafschap Cheshire bij Warrington. Ze was zwanger en keerde terug naar Londen om op 8 juni 1942 in het St Mary's Hospital te bevallen van haar dochter Tania Damaris Desirée Szabo. Ze woonde op een flat in Pembridge Villas 36 te Notting Hill. Op 10 juni nam Etienne deel aan een verdediging tegen de 15e pantserdivisie van Erwin Rommels Afrikakorps, nabij Bir Hakeim in Libië.
Violette vertrouwde haar baby toe aan een oppas te Havant, Hampshire en Mill Hill in Londen terwijl ze met haar vader werkte in de vliegtuigfabriek South Morden. Daar vernam ze dat haar man gesneuveld was door een borstwonde te Qaret el Himeimat bij het begin van de Tweede Slag bij El Alamein op 24 oktober 1942 zonder ooit zijn dochtertje gezien te hebben.

## Special Operations
Violette meldde zich voor de Special Operations Executive.
Ze sprak met Mr. E. Potter, alias van de schrijver van detectiveromans Selwyn Jepson en die keurde haar op 1 juli 1943 goed voor dienst. Op 10 juli begon haar opleiding. Als dekmantel ging ze bij de First Aid Nursing Yeomanry.
Van 7 tot 27 augustus kreeg ze een opleiding te Winterfold House en ging dan in september en oktober naar Arisaig in de Schotse hooglanden.
Daarna ging ze naar Beaulieu (Hampshire). Dan leerde ze parachute springen te Ringway Airport bij Manchester. Bij haar eerste sprong verzwikte ze haar linkerenkel en ging ze naar Bournemouth voor herstel. Ze volgde opnieuw de opleiding parachute en slaagde in februari 1944.
Op 24 januari 1944 maakte ze haar testament op in het bijzijn van Vera Atkins en majoor R. A. Bourne Paterson van de SOE en ze duidde haar dochter aan als enige erfgename en haar moeder als uitvoerster.
Tijdens de tweede opleiding ontmoette ze Philippe Liewer. In Londen ontmoette ze Bob Maloubier. SOE duidde haar aan als koerier voor Liewer. Haar opdracht werd uitgesteld toen Harry Peulevé liet weten dat Claude Malraux – broer van André Malraux - en radio-operator Isidore Newman opgepakt waren. Szabo volgde een opfrissingscursus radiotechniek. Leo Marks gaf haar zijn gedicht The Life That I Have als codesleutel.

## Eerste opdracht
Op 5 april 1944 vlogen Szabo en Liewer uit Tempsford in Bedfordshire in een B-24 Liberator bommenwerper en ze werden gedropt boven Cherbourg-Octeville bij Azay-le-Rideau.
Szabo reisde naar Rouen en Dieppe om inlichtingen te vergaren. De 80 mensen in Rouen en de 40 langs de kust waren allen verraden. Szabo keerde terug naar Parijs om Liewer in te lichten en kocht er kleren en parfum voor zichzelf. Ze meldde dat de plaatselijke fabrieken wapens vervaardigden voor de Duitsers en die werden aangeduid als doelwit voor bombardement.
Bob Large vloog haar met een Westland Lysander terug naar Engeland op 30 april 1944. Ze werden beschoten met luchtafweergeschut bij Châteaudun. Bij de landing sprong een band.

## Tweede opdracht
Een volgende missie in de nacht van 4 op 5 juni werd afgeblazen wegens storm. Een poging in de nacht van 5 op 6 juni werd gestaakt toen de weerstanders de landingsplaats hadden verlaten vanwege Duitse patrouilles. Op 8 juni net na D-day vertrok Szabo met drie man in een USAAF Consolidated B-24 Liberator uit RAF Harrington om boven Sussac bij Limoges te parachuteren.
Ze moest de activiteiten van het Maquis coördineren om de Duitse communicatie te saboteren. In Limousin vond Philippe Liewer het maquis slecht georganiseerd en hij zond Violette Szabo naar het beter georganiseerde Maquis in Corrèze en de Dordogne, waar Jacques Poirier de taak had overgenomen van de gearresteerde Harry Peulevé.
Op 10 juni vertrok Szabo om 9h30 in de Citroën van verzetsleider Jacques Dufour. Zelf wilde ze per fiets rijden. Te La Croisille-sur-Briance pikten ze de 26-jarige verzetsstrijder Jean Bariaud op.
Buiten Salon-la-Tour stuitten ze op een wegversperring van de 2. SS-Panzer-Division Das Reich, die op zoek waren naar hun ontvoerde Sturmbannführer Helmut Kämpfe. Dufour vertraagde en de ongewapende Bariaud sprong uit de wagen en ontkwam.
Dufour stopte en hij en Szabo sprongen elk aan hun kant uit de auto en een vuurgevecht begon. Een vrouw die uit een schuurtje kwam werd door de Duitsers doodgeschoten. Szabo liep de weg over naar de kant van Dufour en ze renden in het veld. Daarbij verzwikte Szabo opnieuw haar enkel die ze bij haar eerste parachutesprong verzwikt had. Dufour kon ontkomen, maar Szabo werd gevat.

## Arrestatie
Violette Szabo werd overgebracht naar de Sicherheitsdienst in Limoges, waar SS-Sturmbannführer Aurel Kowatsch bekend van het Bloedbad van Tulle haar vier dagen lang ondervroeg. Volgens een medegevangene Huguette Deshors werd ze er ook verkracht. Van daar werd ze overgebracht naar het Centre pénitentiaire de Fresnes bij Parijs. Ze werd naar het hoofdkwartier van de Gestapo in de 84 Avenue Foch gebracht voor ondervraging met foltering door Hans Joseph Kieffer en Horst Kopkow.
Op 8 augustus 1944 werd ze samen met Denise Bloch en 37 mannelijke gevangenen op een trein geladen. Ze reden langs Châlons-en-Champagne, Reims, Straatsburg, Saarbrücken naar een transitkamp in Neue Bremm. Na tien dagen werden de vrouwen naar Ravensbrück gevoerd, waar ze op 25 augustus 1944 aankwamen.

## Ravensbrück
Ze redde er het leven van Hortense Clews, wier been met gangreen besmet was. Szabo, Denise Bloch, Lilian Rolfe en Peter Lake moesten dwangarbeid verrichten in de fabriek van Heinkel in Torgau. Ze weigerden om munitie te maken en moesten aardappelen rooien.
Na een opstand in Torgau werden Szabo, Bloch, Rolfe en Lake op 6 oktober teruggestuurd naar Ravensbrück. In oktober 1944 werden ze naar een strafkamp in Königsburg gestuurd, waar ze bomen moesten vellen en boomstronken rooien om een vliegveld aan te leggen.
Rond 20 januari 1945 werden ze teruggestuurd naar Ravensbrück. Op 18 januari 1945 volgens gevangenenboek Ravensbruck werd Violette Szabo terechtgesteld en haar lijk werd verbrand.
Ze ontving postuum een George Cross op 17 december 1946, uitgereikt aan haar vijfjarig verweesd achtergebleven dochtertje Tania. Ze kreeg postuum ook een Croix de guerre in 1947 en de Médaille de la Résistance française in 1973. Te Wormelow Tump in Herefordshire is The Violette Szabo GC Museum ingericht in een boerderij van haar neven, waar Violette voor de oorlog verbleef.
Haar leven werd verfilmd als Carve Her Name with Pride.

## Onderscheidingen
- George Cross (Postuum) op 17 december 1946
- 1939-1945 Star
- France and Germany Star
- War Medal 1939-1945
- Croix de guerre 1939–1945 in 1946
- Verzetsmedaille in 1973